# 王晨佑
王晨佑（Wang Chen-Yu，1999年12月12日—）是臺灣田徑運動員，專攻十項全能。曾代表台灣參加2018年亞洲青年田徑錦標賽奪得金牌。

## 賽事成績
- 2018年亞洲青年田徑錦標賽以2018年亞洲青年田徑錦標賽的成績，奪得金牌[1]。
- 2021年中華民國全國大專校院運動會，以7523分奪金，並取得2022年亞洲運動會的參賽資格[2]。
- 2022年中華民國全國大專校院運動會，以7655分奪金，並打破高懸36年的大會紀錄[3]。

## 外部連結
- 王晨佑在World Athletics（英语）